# Paroisse de Canning
Pour les articles homonymes, voir Canning.
La paroisse de Canning est à la fois une paroisse civile et un ancien district de services locaux (DSL) canadien du comté de Queens, au Nouveau-Brunswick. Le DSL inclut les autorités taxatrices de Douglas Harbour et de Newcastle Creek. Dans le cadre de la réforme de la gouvernance locale du 1er janvier 2023, le territoire du DSL a été réparti entre le vilage d'Arcadia et de Grand Lake d'une part et le district rural de la Région-de-la-capitale d'autre part.

## Toponyme

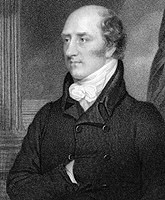
George Canning.

Canning est nommé ainsi en l'honneur de George Canning (1770-1827), premier ministre du Royaume-Uni.

## Géographie

### Villages et hameaux
La paroisse comprend les hameaux de Avon, Clarks Corner, Douglas Harbour, Maquapit Lake, Newcastle Centre, Newcastle Creek, Princess Park et Scotchtown.

## Histoire
De nombreux artéfacts amérindiens ont été découverts à la pointe Indian, à l'embouchure du chenal Lower dans le Grand Lac. La présence de campements malécites est notée dans les environs en 1778. Il y a toujours un campement malécite en amont de Gagetown au tournant du XXe siècle.
Les Pré-loyalistes fondent Mount Pawlett, quelque part à partir de 1763. La propriété est accordée à William Pawlett en 1774. La propriété est surement échue est colonisée par des Loyalistes en 1783 et dans les années suivantes. Il y a de petites mines de charbon à Newcastle. La rivière Newcastle est colonisée à son embouchure en 1784 par des Loyalistes, qui colonisent petit à petit son cours en amont. Le haut de la rivière et les environs sont aussi colonisés par des immigrants, principalement Irlandais. C'est ainsi qu'un groupe disparate de Loyalistes, dont certains d'origine écossaise, fondent Scotchtown en 1785.
La Commission d'énergie électrique du Nouveau-Brunswick inaugure la centrale thermique du Grand Lac en 1931 à Newcastle Creek; elle alimente Fredericton et l'usine de coton de Marysville.
La municipalité du comté de Queens est dissoute en 1966. La paroisse de Canning devient un district de services locaux en 1967.

## Démographie
| 2001 | 2006 | 2011 | 2016 |
| ---- | ---- | ---- | ---- |
| 924  | 950  | 952  | 924  |

## Économie
Entreprise Central NB, membre du Réseau Entreprise, a la responsabilité du développement économique.

## Administration

### Commission de services régionaux
La paroisse de Canning fait partie de la Région 11, une commission de services régionaux (CSR) devant commencer officiellement ses activités le 1er janvier 2013. Contrairement aux municipalités, les DSL sont représentés au conseil par un nombre de représentants proportionnel à leur population et leur assiette fiscale. Ces représentants sont élus par les présidents des DSL mais sont nommés par le gouvernement s'il n'y a pas assez de présidents en fonction. Les services obligatoirement offerts par les CSR sont l'aménagement régional, l'aménagement local dans le cas des DSL, la gestion des déchets solides, la planification des mesures d'urgence ainsi que la collaboration en matière de services de police, la planification et le partage des coûts des infrastructures régionales de sport, de loisirs et de culture; d'autres services pourraient s'ajouter à cette liste.

### Représentation et tendances politiques
Nouveau-Brunswick: Canning fait partie de la circonscription provinciale de Grand Lake-Gagetown, qui est représentée à l'Assemblée législative du Nouveau-Brunswick par Ross Wetmore, du Parti progressiste-conservateur. Il fut élu en 2010.
 Canada: Canning fait partie de la circonscription fédérale de Fredericton. Cette circonscription est représentée à la Chambre des communes du Canada par Keith Ashfield, du Parti conservateur.

## Vivre à Canning
Le DSL est inclus dans le territoire du sous-district 10 du district scolaire Francophone Sud. Les écoles francophones les plus proches sont à Fredericton et Oromocto alors que les établissements d'enseignement supérieurs les plus proches sont dans le Grand Moncton.
Douglas Harbour possède une caserne de pompiers. Le bureau de poste et le détachement de la Gendarmerie royale du Canada le plus proche est à Minto.
Les anglophones bénéficient du quotidien Telegraph-Journal, publié à Saint-Jean. Les francophones bénéficient quant à eux du quotidien L'Acadie nouvelle, publié à Caraquet et de l'hebdomadaire L'Étoile, de Dieppe.